# Loblaw Companies
Loblaw Companies, «Лоблоу Компаниз» — канадская компания в сфере розничной торговли. Основными торговыми форматами являются супермаркеты, аптеки и магазины одежды.

## История
Сеть магазинов Loblaws' основал Теодор Лоблоу (Theodore Loblaw) в 1919 году в Торонто. В 1947 году пакет акций Loblaws купила компания George Weston, занимавшаяся хлебопекарским и кондитерских производством; в 1953 году она увеличила свою долю до контрольного пакета акций. В 1956 году для управления торговыми точками была создана компания Loblaw Companies. В следующие десять лет сеть росла за счёт приобретений в Канаде и США, крупнейшим из них была компания National Tea, управлявшая сетью супермаркетов в США. В 1970-х годах рост замедлился из-за финансовых проблем, вызванных большим долгом, поскольку приобретения совершались на заёмные средства. В 1978 году компания одной из первых сетей супермаркетов запустила собственный бренд товаров No Name; товары под этим брендом продавались по предельно низкой цене, уже к 1981 году было более 300 наименований таких товаров, на них приходилось более 10 % продаж Loblaws'. В 1983 году был запущен ещё один собственный бренд, President’s Choice, под которым продавались более дорогие и качественные товары.
В 1990-х годах была продана розничная сеть в США. В 1998 году была куплена компания Provigo владевшая сетью супермаркетов в провинции Квебек. Также в 1998 году была создана дочерняя компания по оказанию финансовых услуг The President’s Choice Bank. В 2000 году продажи Loblaw Companies превысили 20 млрд канадских долларов.
В 2013 году за 12,4 млрд долларов была куплена сеть из 1200 аптек Shoppers Drug Mart.

## Деятельность

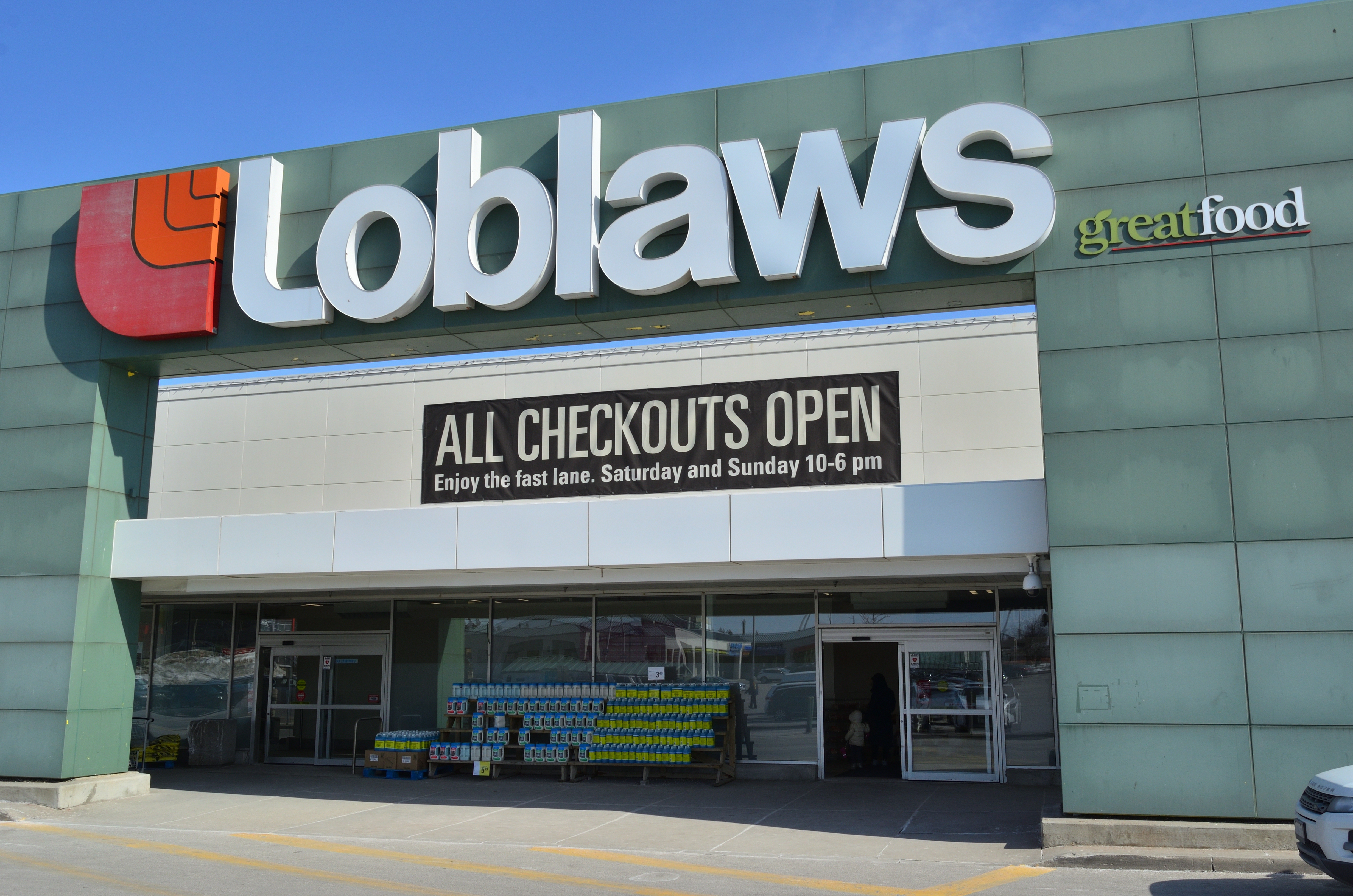
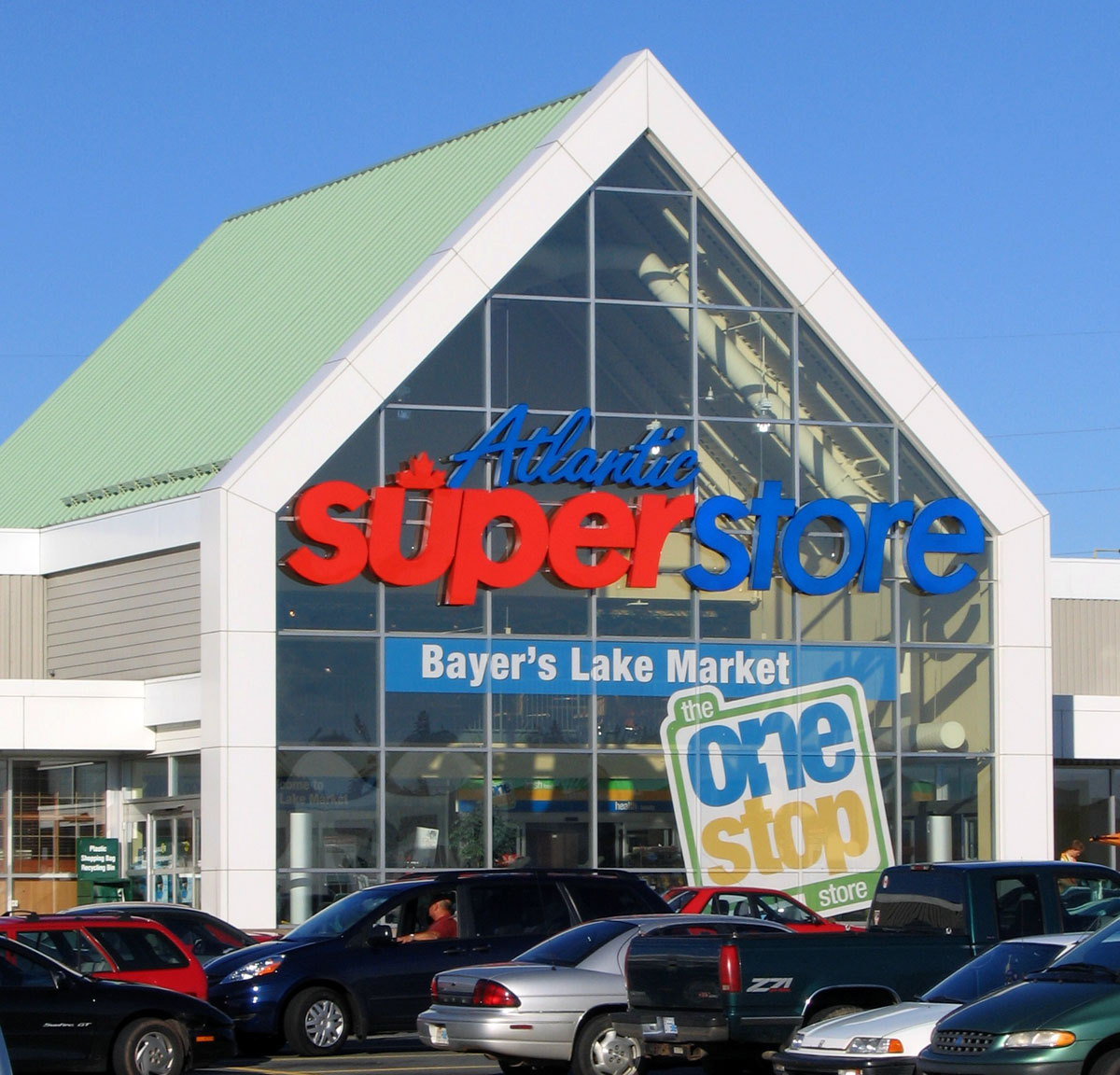
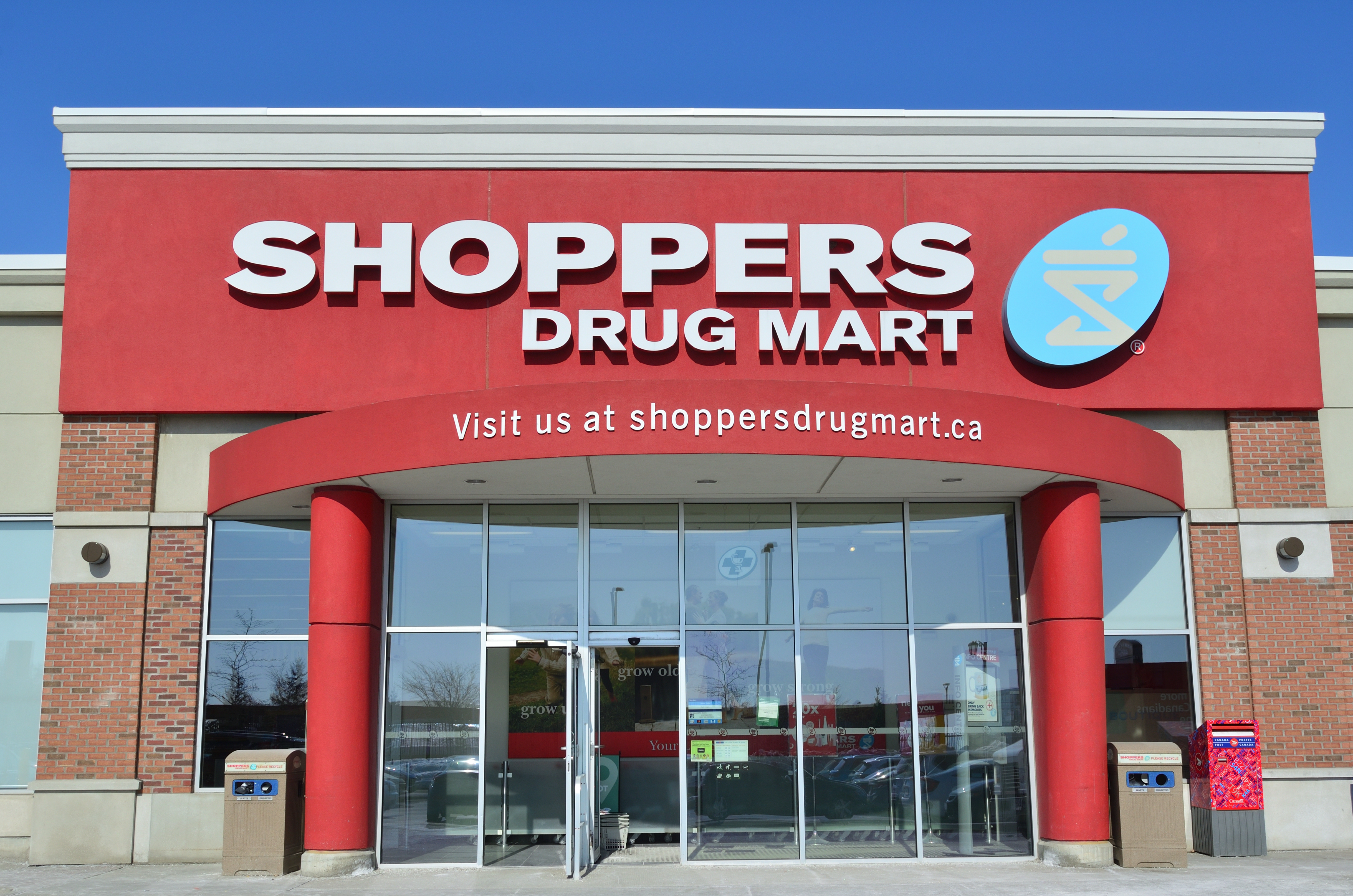
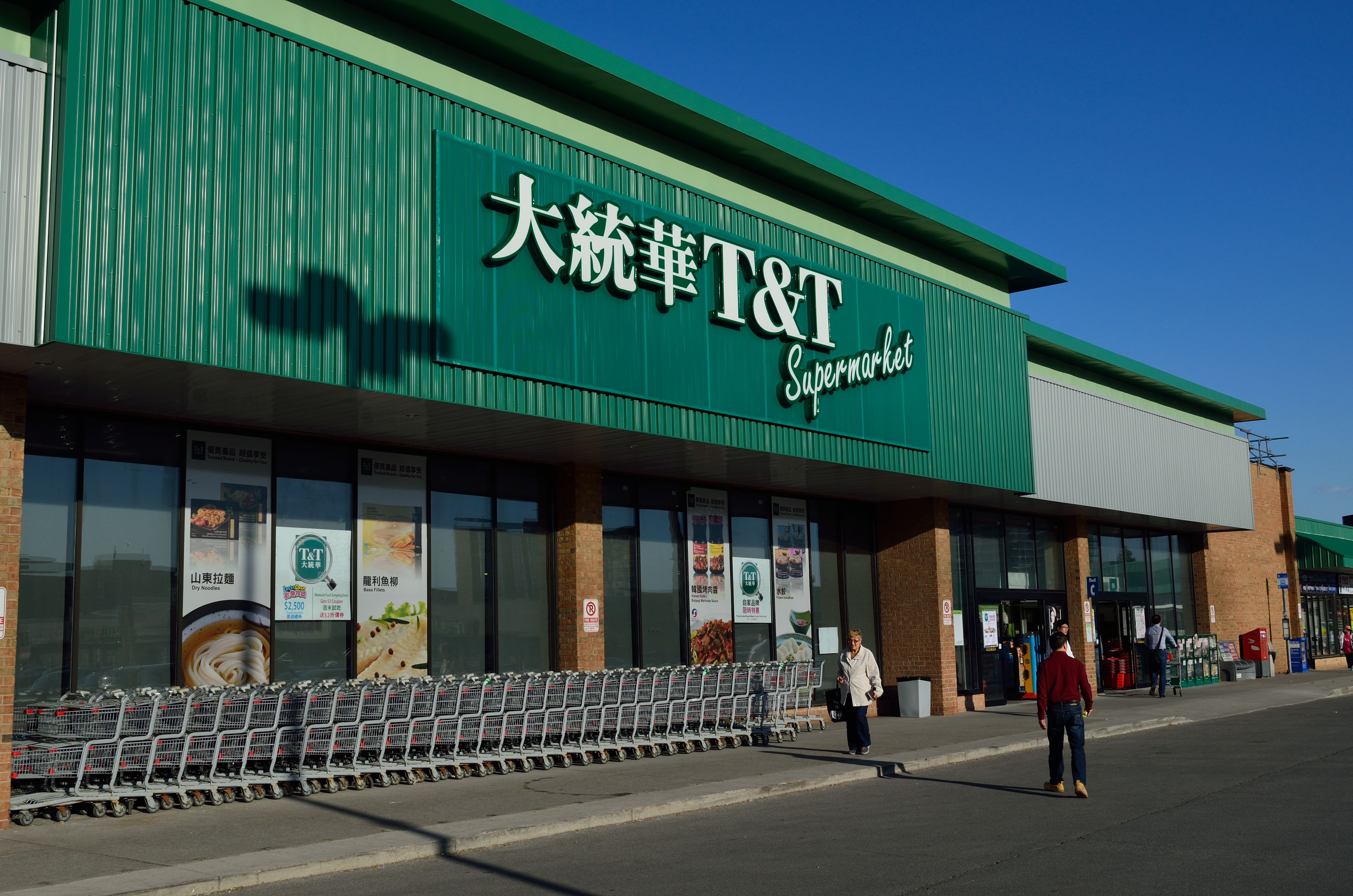

По состоянию на 2022 год у компании было 2500 торговых точек в Канаде; часть из них управляется сторонними компаниями на правах франчайзинга. Розничные продажи составили 55,5 млрд канадских долларов (из них 16,1 млрд пришлось на аптеки), ещё 1,3 млрд долларов принесли финансовые услуги.
Торговые точки компании работают под брендами Loblaws, Loblaw City Market, Your Independent Grocer, Atlantic Superstore, Zehrs Markets, Provigo, Provigo Le Marché, Real Canadian Wholesale Club, Real Canadian Liquorstore, Fortinos, T&T Supermarket и Joe Fresh, а также дискаунтеры Real Canadian Superstore, Maxi, Extra Foods и No Frills, аптеки Shoppers Drug Mart.